# Douglas Hanahan
Douglas Hanahan (nascido em 1951) é um biólogo norte-Americano, professor e diretor do Centro Suíco de Oncologia do Instituto Federal Suíço de Tecnologia em Lausanne (EPFL).
Em 1983, ele desenvolveu o Super Ótimo Caldo, uma microbiológica de crescimento médio. Ele também melhorou os protocolos utilizados para a transformação de Escherichia coli.
Com Robert Weinberg, ele escreveu um artigo seminal Os signos de Câncer, publicado em janeiro de 2000, e que, em Março de 2011, é o mais frequentemente citado artigo de revisão pelos pares diário da Célula. Em 2011, eles publicaram uma revisão atualizada do artigo intitulado "Características do câncer: a próxima geração".
Em 2014, ele recebeu o Lifetime Achievement na Pesquisa do Câncer Prêmio da Associação Americana para Pesquisa do Câncer.